# Tercera legislatura de la Catalunya autonòmica
La Tercera Legislatura de la Catalunya Autonòmica fou la tercera després de la dictadura franquista. Després de les eleccions celebrades el 29 de maig de 1988, la candidatura de Convergència i Unió va obtenir una majoria absoluta de 69 escons.
El 22 de juny es va celebrar el debat d'investidura, on Jordi Pujol tornà a sortir elegit com a president de la Generalitat amb els 69 vots a favor del seu grup (CIU) i amb les abstencions d'Alianza Popular i el Centre Democràtic i Social, 6 i 3 escons respectivament. Va tenir 57 vots en contra (Partit dels Socialistes de Catalunya, Esquerra Republicana de Catalunya i Iniciativa per Catalunya).

## Eleccions

Resultat de les eleccions de 1988.

Les eleccions es van celebrar el diumenge 29 de maig de 1988. Foren convocades a votar 4.564.389 persones, de les quals acudiren a votar 2.709.685 persones, representant una participació del 59,37%, cinc punts per sota de la participació de quatre anys enrere.
El partit més votat fou, novament, Convergència i Unió qui, amb 1.232.514 vots (un 45,72 per cent), obtingué 69 escons, 3 menys que a les anteriors eleccions i 27 més que la segona força política, el Partit dels Socialistes de Catalunya, fet que donaria a la federació la majoria absoluta per un sol escó.
Resum dels partits amb representació parlamentària:
| Candidatures | Candidatures                                    | Vots 1988 | % Vot 1988 | Parl. 1988 | Vots 1984 | % Vot 1984 | Parl. 1984 |
| ------------ | ----------------------------------------------- | --------- | ---------- | ---------- | --------- | ---------- | ---------- |
|              | Convergència i Unió (CiU)                       | 1.232.514 | 45,72      | 69         | 1.346.729 | 46,80      | 72         |
|              | Partit dels Socialistes de Catalunya (PSC-PSOE) | 802.828   | 29,78      | 42         | 866.281   | 30,11      | 41         |
|              | Iniciativa per Catalunya (IC)                   | 209.211   | 7,76       | 9          | -         | -          | -          |
|              | Alianza Popular (AP)                            | 143.241   | 5,31       | 6          | 221.601   | 7,70       | 11         |
|              | Esquerra Republicana de Catalunya (ERC)         | 111.647   | 4,14       | 6          | 126.943   | 4,41       | 5          |
|              | Centro Democrático y Social (CDS)               | 103.351   | 3,83       | 3          | -         | -          | -          |